# Ulica św. Leonarda w Poznaniu
Ulica św. Leonarda – ulica na poznańskich Winiarach. Wraz z ulicami Obornicką (obecną Piątkowską) i Winiarską stanowiła główną oś założenia wsi Winiary, a potem (od 1925) tej dzielnicy Poznania. Upamiętnia pierwotną świątynię parafialną wsi Winiary.

## Historia
Do 1927 nosiła nazwę św. Jana. Biegnie od ul. Piątkowskiej do torowisk tramwajowych linii piątkowskiej (dawna ulica Winiarska), gdzie kończy się przejściem podziemnym pod tymi torowiskami, prowadzącym w kierunku Osiedla Winiary (oddano je do użytku w czerwcu 1986). Dawniej biegła dalej, przecinając ulicę Winiarską i kończyła się skrzyżowaniem z ul. Kowalską. Przy ul. św. Leonarda mieściły się liczne okazałe kamienice, z których (po zbudowaniu Osiedla Winiary i likwidacji większości zabudowań starej wsi) pozostało zaledwie kilka domów.

## Obiekty
o najważniejszych obiektów położonych przy trakcie należą:
- dom nr 1 (lata 30. XX wieku), mieszczący dawniej m.in. Urząd Pocztowy nr 13. Pierwszą placówkę pocztową na Winiarach otwarto w 1937 przy ul. Obornickiej 38. Została ona przeniesiona na ul. św. Leonarda 1 w dniu 26 lutego 1945 (był to urząd III klasy o numerze telekomunikacyjnym 12-50, a pierwszym jego naczelnikiem był Jan Płotnicki). Placówkę zlikwidowano w latach 80. XX wieku,
- dom nr 1a (lata 30. XX wieku). W obiekcie funkcjonował zakład fryzjerski prowadzony przez Powstańca Wielkipolskiego Kazimierza Kurczewskiego. Zamieszkiwał tu także powstaniec wielkopolski - Szczepan Kaczmarek,
- dom nr 2 (tzw. czerwona chata) - zbudowany w 1905 przez Józefa Pokrywkę, właściciela dawnego sklepu rzeźnickiego w budynku (na podwórzu hodował trzodę chlewną na własne potrzeby),
- dom nr 6 - dawne gospodarstwo ogrodnicze Lewandowskich,
- dom nr 8 - sklep Bazar Kazimierza Bajerleina, zaopatrujący wieś w artykuły przemysłowe[2].

Ponadto przy zlikwidowanej części ulicy, czyli w miejscu trasy tramwajowej i bloku (tzw. rogala) na Osiedlu Winiary, znajdowały się: wytwórnia sit do przesiewania mąki (wysyłająca swoje wyroby na teren całego kraju), zakład produkcji wapna, hodowla kaczek, rzeźnictwo Springerów i piekarnia Mrowińskiego. Zlikwidowany odcinek ulicy w większości odtwarza aleja piesza zlokalizowana wewnątrz bloku rogala. Przy zlikwidowanej części traktu stały ponadto dwie kapliczki słupowe z winiarskiego zespołu tych zabytków: św. Jana i Matki Boskiej (ta druga jest najwyższym tego typu obiektem w Poznaniu).

## Zabytki
Na listę zabytków architektury wpisano budynki pod numerami: 1, 1A, 2, 2A (lata 30. XX wieku) i 4 (czwarta ćwierć XIX wieku).

## Komunikacja
Przy ulicy znajduje się postój taksówek. Trakt na całej długości posiada ścieżkę rowerową.